# Lindmania vinotincta
Lindmania vinotincta är en gräsväxtart som beskrevs av Bruce K. Holst och Vivas. Lindmania vinotincta ingår i släktet Lindmania och familjen Bromeliaceae. Inga underarter finns listade i Catalogue of Life.